# Virginia Slims Grass Court Championships 1971
Virginia Slims Grass Court Championships 1971, також відомий під назвою Virginia Slims of Newport, — жіночий тенісний турнір, що проходив на відкритих кортах з трав'яним покриттям Newport Casino у Ньюпорті (США). Належав до Світової чемпіонської серії Вірджинії Слімс 1971. Турнір відбувся вперше і тривав з 24 серпня до 29 серпня 1971 року. Четверта сіяна Керрі Мелвілл здобула титул в одиночному розряді й заробила 4,4 тис. доларів. Це єдиний дотепер жіночий турнір, де доля титулу в одиночному розряді вирішувалась на тайбрейку "раптова смерть" до дев'яти очок.

## Фінальна частина

### Одиночний розряд
Керрі Мелвілл —  Франсуаза Дюрр 6–3, 6–7(3–5), 7–6(5–4)

### Парний розряд
Джуді Далтон /  Франсуаза Дюрр —  Керрі Гарріс /  Керрі Мелвілл 6–2, 6–1

## Розподіл призових грошей
| Дисципліна       | П      | F      | 3-тє   | 4-те   | ЧФ   | 1/8  | 1/16 |
| Одиночний розряд | $4,400 | $2,800 | $1,800 | $1,500 | $800 | $300 | $150 |